# Pontos extremos do Azerbaijão

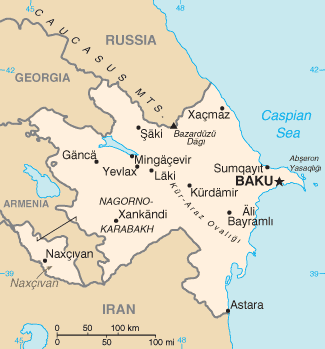
Mapa do Azerbaijão

Esta é a lista dos Pontos extremos do Azerbaijão, onde estão os pontos mais a norte, sul, leste e oeste do território azeri.

## Latitude e longitude

### Azerbaijão (sem contar com Naquichevão)
- Ponto mais setentrional: Khachmaz (41° 54′ 00″ N, 46° 25′ 00″ L)
- Ponto mais meridional: perto de Tangov, Astara (38° 24′ 00″ N, 48° 39′ 00″ L)
- Ponto mais ocidental:
  - perto de Inkinci Sixli, Qazakh (41° 18′ 00″ N, 45° 00′ 00″ L)
  - o enclave próximo de Yuxari Askipara, marginalmente o ponto mais a oeste (41° 04′ 00″ N, 45° 01′ 00″ L)
- Ponto mais oriental: Jiloy, Baku (40° 18′ 00″ N, 50° 33′ 00″ L)

### Naquichevão
- Ponto mais setentrional:
  - perto de Gunute, Xarur (39° 46′ 00″ N, 45° 04′ 00″ L)
  - O enclave de Karki estende-se ligeiramente para norte (39° 48′ 00″ N, 44° 58′ 00″ L)
- Ponto mais meridional: Ordubad (38° 51′ 00″ N, 46° 09′ 00″ L)
- Ponto mais ocidental: Sadarak (39° 42′ 00″ N, 44° 46′ 00″ L)
- Ponto mais oriental: Ordubad (38° 51′ 00″ N, 46° 09′ 00″ L)

## Altitude
- Ponto mais baixo: Margem do Mar Cáspio, -28 m
- Ponto mais alto: Bazardüzü Dağı, 4485 m (41° 13′ 14″ N, 47° 51′ 28″ L)